# 1838 Урса
1838 Урса (1838 Ursa) — астероїд головного поясу, відкритий 20 жовтня 1971 року.
Тіссеранів параметр щодо Юпітера — 3,074.